# Det andra Torsslowska grälet

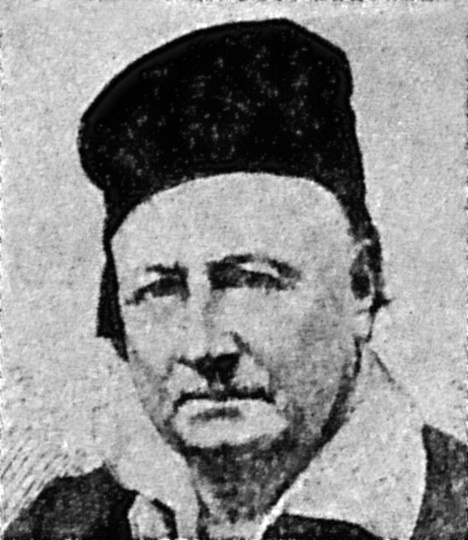
Ulrik Torsslow

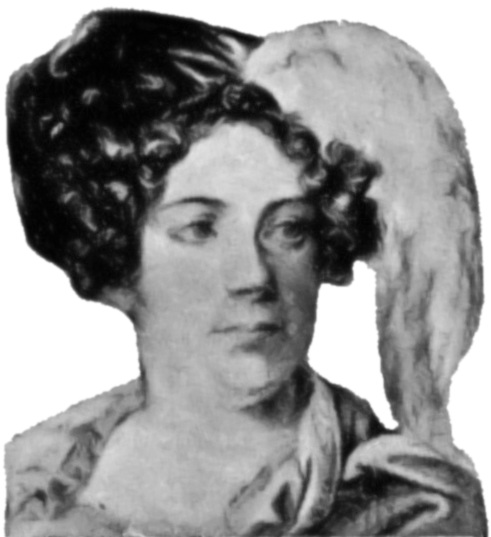
Sara Torsslow

Det andra Torsslowska grälet var en strejk som år 1834 utlöstes på Dramaten och Operan i Stockholm och som fick sitt namn efter de ledande deltagarna, makarna Ulrik och Sara Torsslow.  
Strejkarbetarna krävde antingen att systemet med de av direktionen ifrågasatta lottandelarna skulle garanteras och slås fast, eller, om de måste ersättas med en fast lön, att denna lön i så fall skulle bli högre för att ersätta förlusten av lottsystemet, eftersom man hade lottsystemet för att kompensera just för den låga, fasta lönen.
Lottandelarna avskaffades, fast lön infördes, men ingen minimilön. De som deltagit i strejken blev till stor del avskedade, men vissa återanställdes sedan med lägre lön än de haft före strejken,  bland dem Charlotta Eriksson och Elisabet Frösslind; Frösslind ansågs vara för gammal och sjuk, vilket var en undanflykt eftersom hon endast varit kortvarigt sjuk- avskedandet anses ha berott på strejken; ledningen förklarade öppet att de ville "sorgfälligt undvika" att inkalla: "de som följd av öppet tillkännagiven missbelåtenhet med Kungl. teaterns från den sistlidne juli erhållen reorganisation från teatern avgågne äldre artister". Betecknande var, att då både Eriksson och Frösslind bad om att få komma tillbaka 1836, beviljades deras anhållan omedelbart, och de återkom till sina gamla poster med ordentligt sänkt lön - från att före strejken haft 1.600 b:o, lika mycket som primadonnan Henriette Widerberg och strax under maximilönen 1.800 b:o (som Knut Almlöf hade), blev den nu sänkt till 825. 
Strejken fick då till följd att teatermonopolet i Stockholm stad avskaffades. Paret Torsslow, liksom andra aktörer som avskedats från Dramaten efter strejken, uppträdde då på Djurgårdsteatern om somrarna, och i Kirsteinska huset om vintrarna. Torsslow övertog Djurgårdsteatern 1835, först tillsammans med Pierre Joseph Deland, från 1837 ensam, och tänkte göra en riktig teater av den genom att spela där året om. Det pågick en debatt om att upphäva monopolet från 1798, och då Torsslow 1841 meddelade att han tänkte börja spela teater även på vintrarna i Djurgårdsteatern vara sig man hindrade honom eller inte, var förbudet i praktiken upphävt, vilket skedde formellt 1842.